# Hiesville
Hiesville település Franciaországban, Manche megyében. Lakosainak száma 72 fő (2022. január 1.). Hiesville Sainte-Marie-du-Mont, Blosville és Carentan-les-Marais községekkel határos.

## Népesség
A település népességének változása:
| Lakosok száma | 94   | 66   | 57   | 67   | 67   | 64   | 65   | 70   | 71   | 72   |
|               | 1968 | 1982 | 1990 | 2006 | 2013 | 2015 | 2017 | 2019 | 2020 | 2022 |